# پی‌اس‌آر جی۰۵۳۷–۶۹۱۰
پی‌اس‌آر جی۰۵۳۷-۶۹۱۰ یک ستاره است که در صورت فلکی ماهی زرین قرار دارد.